# 合川文峰塔
合川文峰塔是一座位於重慶市合川市南津街街道的文峰塔，原名振兴塔，又称南津白塔，俗称“白塔”，始建于清朝嘉庆年间，属于砖构阁楼式十三级八边形塔，塔高55.76米。

## 历史
合川文峰塔始建于清朝嘉庆十五年（1810年）3月，彼时合州知州董淳希望“扶持风水、振兴文化”，塔于次年4月建成，当时塔仅9层，名“振兴塔”；道光十六至十七年（1836至1837年），时任合州知州李宗沆、强望泰决定加高塔身，再筑4层，共13层，更名“文峰塔”，并保持至今。
1985年合川文物管理所曾对塔进行修缮，2008年汶川大地震将塔刹震斜，后再次修缮，并同时修补替换了部分损坏的塔基塔层砖石，重新粉刷和做防水处理。
合川文峰塔于1987年1月23日列入重慶市第二批市級文物保護單位初定名單；1992年3月19日列入重慶市第二批市級文物保護單位；2000年9月7日列入第一批重慶市文物保護單位。

## 概况

合川文峰塔的历史图像（图片左侧白色塔）
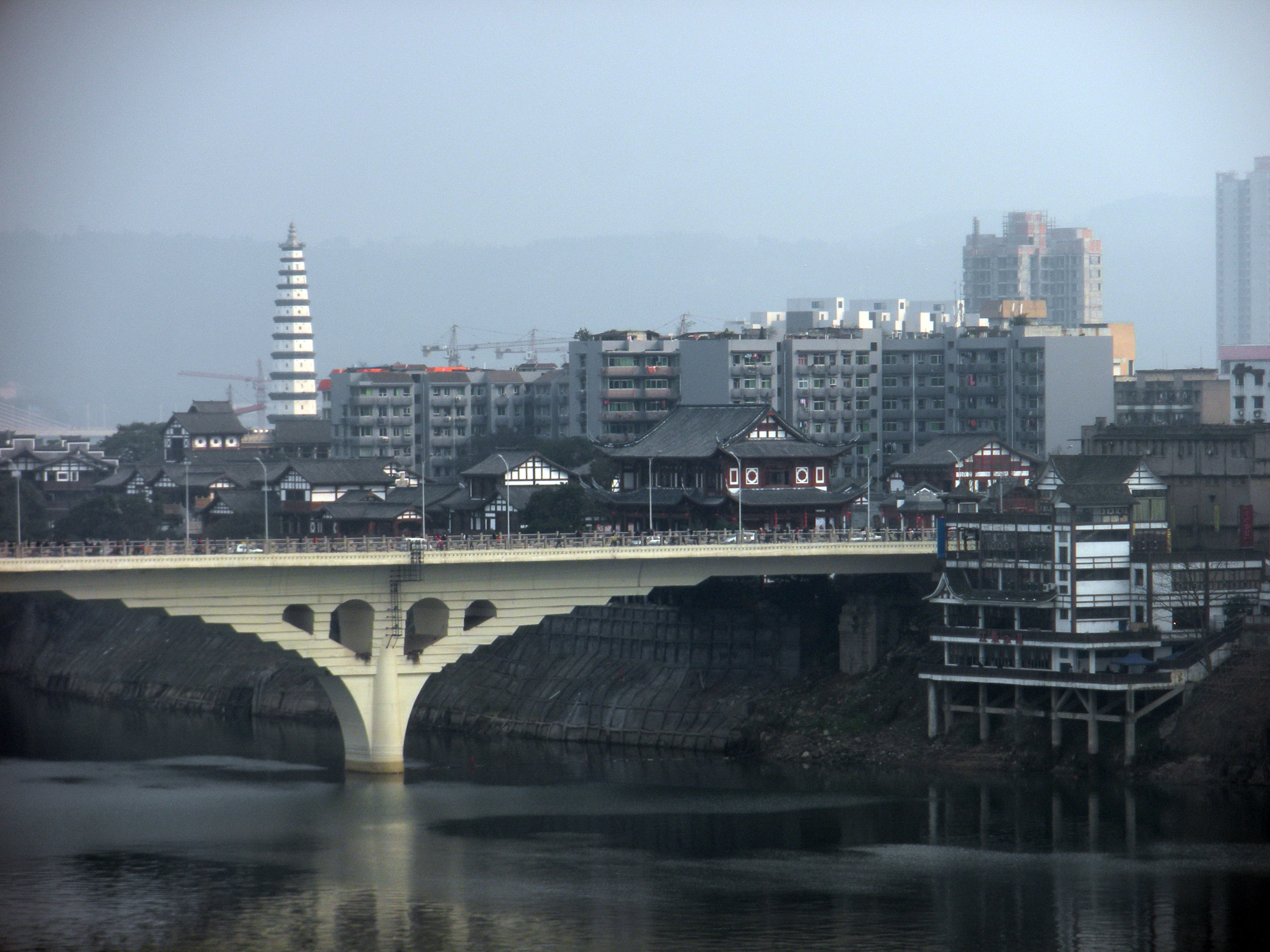
2012
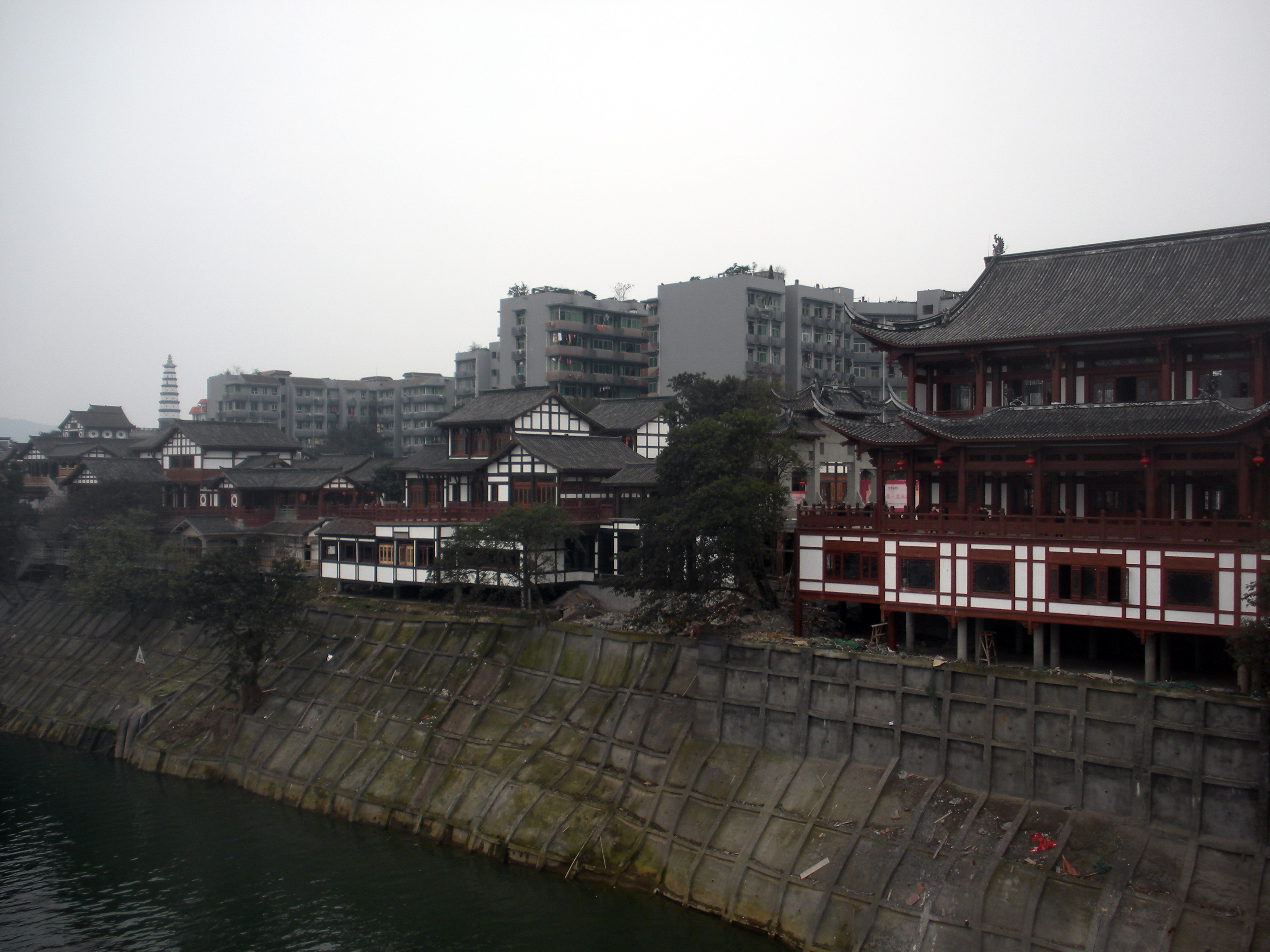
2012
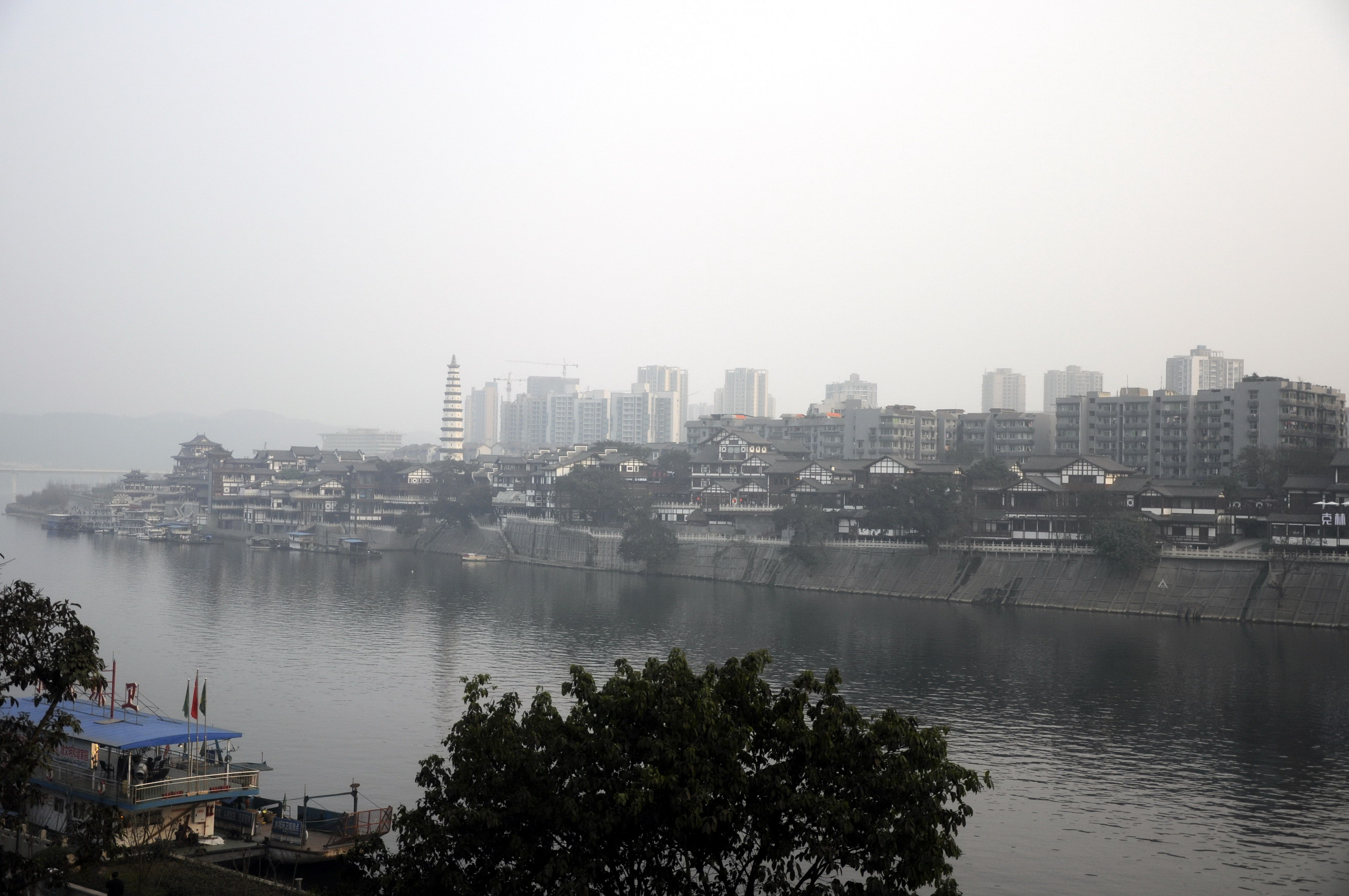
2013

合川文峰塔坐西南面东北，通高55.76米，塔基为八边形，高0.7米，边长5米，以条石修筑；塔身用石灰浆覆盖；塔檐用10层青砖叠涩挑出，檐下各面开2个边长0.2米的方孔用于换气和维修时的支点；塔刹为宝瓶顶；塔的底层高5.23米，每面宽4.05米，东北面有塔门作为出入通道，高1.9米，宽1.1米，饰石质狮形雀替1对，门楣上有浮雕人物9尊，正中为太上老君，左右各4尊均为八仙之中的人物，底层以上每层亦有拱形塔门，亦均于东北面，第11层亦在另3个方壁面开塔门。塔内则为实心柱廊道式结构，柱子与外壁有通廊，其廊顶呈拱形，层与层间有条石梯道沿廊右旋而上直至11层；每层塔门正对处有塔室，底层内空直径4米余，顶层不足2米，室顶多样，有平顶、藻井顶、穹隆顶、弧形顶等形态，另有第11层为瓜棱形顶；室内有方形壁龛，龛底向外延伸呈案状，案足为兽足形，惟龛内供奉的神像已于1949年后毁。
合川文峰塔塔外每层洞门上有额楣，底层额楣上有一矩形石匾嵌入塔内，其上用行书书“文峰塔”三字，匾左题记“嘉庆十五年季秋月，知合州事峄山董淳、古歙曹远建”“同治四年乙丑岁季春”，匾右题记“知合州事延川李宗沆、韩城强望泰重建，道光十七年三月吉立”，匾额上沿有浮雕“双凤朝阳”，下沿有浮雕“二龙戏珠”，左右各有雕丝带缠绕的牛角、如意、葫芦、书卷；2至9层额楣上有用青花瓷片镶嵌拼成的“更上一层”“欲罢不能”“俯瞰嘉涪”“扶鹞直上”“路入蓬瀛”“春风得意”“气象万千”“欲穷千里”题词。

## 旅游
现时文峰塔开放登塔参观，每人次票价人民币10元，合川区围绕文峰塔亦修建了文峰塔仿古历史街区（文峰古街）和文峰塔公园，其中文峰古街2014年被中国国家旅游局批准为中国国家3A风景名胜区。